# اچ‌دی ۳۲۱۸۸
اچ‌دی ۳۲۱۸۸ یک ستاره است که در صورت فلکی ارابه‌ران قرار دارد.